# The Alcott
The Alcott è un singolo del gruppo musicale statunitense The National, pubblicato il 28 aprile 2023 come quinto estratto dal nono album in studio First Two Pages of Frankenstein. Il brano vede la partecipazione della cantautrice statunitense Taylor Swift.

## Descrizione
Registrata ai Long Pong Studio nella Hudson Valley, The Alcott è stata descritta come una ballata downtempo nella quale i due interpreti cercano di riconciliare una relazione amorosa.

## Accoglienza
Scrivendo per Clash, James Mellen ha definito The Alcott una «traccia stupenda» che mette in mostra la voce «impeccabile» di Swift e l'interpretazione «universale» di Berninger.

## Classifiche
| Classifica (2023) | Posizione massima |
| ----------------- | ----------------- |
| Irlanda           | 63                |
| Regno Unito       | 90                |

## Date di pubblicazione
| Paese                 | Data           | Formato                  | Etichetta | Nota  |
| --------------------- | -------------- | ------------------------ | --------- | ----- |
| Italia                | 28 aprile 2023 | Radio                    | 4AD       | [ 7 ] |
| Stati Uniti d'America | 1° maggio 2023 | Adult album contemporary | 4AD       | [ 8 ] |